# Lijst van snookerjargon
In snooker worden verschillende woorden gebruikt die tot het jargon van de sport gerekend worden. Vrijwel alle woorden zijn overgenomen uit het Engels, de 'moedertaal' van het snooker.

## B
Backspineffect op de cueball dat ervoor zorgt dat hij naar achteren rolt na een andere bal te hebben geraakt (zie ook screwshot);
Ball-onde bal(len) waarop gespeeld moet worden;
Baulkhet deel van de tafel achter de baulk line;
Baulk coloursde gele, de bruine en de groene bal (ook wel de baulk balls genoemd);
Baulk linede dwarslijn boven de D;
Black ball gameals het spel in gelijkstand eindigt, wordt de zwarte op zijn spot geplaatst en wint degene die deze bal pot;
Breakhet totaal aantal punten dat een speler maakt tijdens één beurt;
Break-offde eerste stoot in een frame (soms ook kortweg break);
Bruggreep op het laken van de hand waarover de speler de keu laat bewegen;

## C
Cannonshot waarmee niet alleen een bal gepot wordt, maar ook direct een of meer andere ballen 'losgespeeld' worden;
Centurybreak van 100 punten of meer;
Chinese snookergeen echte snooker, maar een situatie waar de ball-on wel bereikbaar is, maar het schot moeilijker is omdat direct achter de witte bal een andere bal ligt;
Cocked Hat Doubleshot waarmee de bal via drie banden in de middle pocket gepot wordt, bijvoorbeeld als tweede shot bij een black ball game;
Cueballwitte speelbal;
Cushionde band aan de rand van de tafel;

## D
Dde halve cirkel onder de dwarslijn;
Doubleeen bal potten door hem eerst naar de band te spelen;
Double kisscueball en ball-on raken elkaar een tweede keer;

## F
Flukeeen 'lucky shot', meestal een bal die gepot wordt zonder dat men het verwacht had, soms ook een onbedoelde safety of zelfs snooker;
Fouleen stoot of actie waarmee een speler tegen de regels zondigt, zoals een bal met de hand aanraken of over de rand van de tafel werken;
Frameéén volledig spel van de break-off totdat alle ballen (op de witte en eventueel de zwarte na) zijn weggespeeld of een van de spelers zich gewonnen geeft;
Free ballals de tegenstander een fout maakt en de cuebal (witte bal) zo komt te liggen dat de term snooker (zie hierboven) van toepassing is, dan mag deze speler een willekeurige bal 'nomineren' als de bal waarop hij zal spelen. Deze bal heeft dan de waarde van de (doorgaans rode) bal waarop de speler had moeten spelen - deze gekleurde bal met de tijdelijke "functie" van een rode of anders gekleurde bal wordt teruggelegd;

## G
GBY (God Bless You)ezelsbruggetje voor de volgorde van de baulk kleuren: Green, Brown, Yellow - dit betreft overigens louter de volgorde van plaatsing op de tafel van links beginnend, qua puntenaantal is de volgorde veeleer geel-groen-bruin.

## I
In-offeen bal rolt in een pocket nadat hij een andere geraakt heeft, meestal direct erna - gewoonlijk verwijst dit naar de cueball, maar soms ook naar een andere bal die bijvoorbeeld op die manier doelbewust gepot wordt;

## K
Keuhouten stok waarmee de cueball gestoten wordt;
Kickbalcontact waarbij een van de twee ballen (gewoonlijk de cueball) licht opspringt, wat meestal invloed heeft op de beoogde koers of het effect van de cueball (ook wel een bad contact of een heavy contact genoemd);
Kisscontact tussen twee ballen, meestal een zachter contact tussen de cueball en een andere bal na het potten van een bal;

## M
Marker'tweede' scheidsrechter, houdt de score bij en helpt de hoofdscheidsrechter;
Maximumeen break van 147 punten, het maximale aantal dat behaald kan worden in een break (of men moet met een free ball beginnen); qua prestige vergelijkbaar met een 9 darts-finish bij darts of een 300 game bij bowling; soms ook een 147 (uitgesproken als one-four-seven) genoemd;

## P
Pacesnelheid van de cueball of de bal waarop gespeeld wordt, en/of de uitwerking van het effect op de cueball;
Packeen aantal rode ballen die tegen of dicht bij elkaar liggen;
Planteen rode bal tegen een andere rode bal spelen en die daardoor potten. In de meeste gevallen liggen daarbij twee rode ballen (vrijwel) tegen elkaar, in een rechte lijn naar een pocket. In zo'n geval kan de bal zonder veel moeite gepot worden. Komt van het Engelse werkwoord 'to plant' (geschut opstellen);
Pockets'netten' op de hoeken van de tafel en in het midden van iedere lange band, waar de ballen in gespeeld moeten worden;
Pomerans'stootkussentje' van leer op het uiteinde van een keu;
Pot(ten)een bal binnenspelen in een pocket;

## R
Refereescheidsrechter;
Re-spotted blackzwarte bal die teruggelegd wordt bij gelijke stand;
Resthulpstuk met een kruisvormig uiteinde;

## S
Safety shoteen defensief shot dat de tegenspeler in moeilijkheden moet brengen;
Screwshottrekstoot, waarbij de cueball naar achteren rolt na de ball-on te hebben geraakt;
Shotelke stoot die een speler uitvoert;
Shot to nothingeen bal proberen te potten op zo'n manier dat de cueball 'veilig' komt te liggen, ongeacht het resultaat van de pot (ook weleens een shot met safety in mind genoemd);
Sidespineffect op de cueball dat voor een boogvormige koers zorgt of het terugkaatsen op de band beïnvloedt;
Snookersituatie waarbij de speler de bal die hij moet raken, niet rechtstreeks kan raken doordat een andere bal in de weg ligt - volgens het reglement is er overigens al sprake van een snooker als de bal niet volledig aan beide uiteinden kan worden geraakt;
Spiderhulpstuk met een verhoogd uiteinde, bedoeld om de cueball 'uit de hoogte' te raken, voor als er een andere bal voor ligt;
Spineffect op de bal;
Split the packna het potten van een kleur de cueball zodanig verder laten bewegen dat deze ook het pack rode ballen raakt en één of meerdere rode ballen uit het pack stoot;
Stunstoot met zeer licht trekeffect; in een rechte lijn zal de cueball blijven liggen, anders zal hij in een hoek van ongeveer 90 graden doorrollen;
Swan neckhulpstuk met een uiteinde dat naar boven gebogen is, soortgelijke toepassing als de spider;
Swerveeffectbal waarbij de cueball met een boogeffect wordt gespeeld met als doel een of meer in de weg liggende ballen te ontwijken;

## T
Three-ball planteen rij van drie rode ballen (soms ook rood>kleur>rood), waarbij door de eerste te raken de derde wordt gepot;
Topspineffect op de cueball dat ervoor zorgt dat hij naar voren rolt na een andere bal te hebben geraakt;
Touching ballwanneer de cueball en de ball-on elkaar raken. De speler mag dan van de bal wegspelen; daarbij mag hij elke bal raken die hij wil, ook geen ball-on (de eigenlijke ball-on werd immers al geraakt aangezien de cueball ertegen lag);